# Мишонкова
Мишонкова — деревня в Иркутском районе Иркутской области России. Входит в состав Оёкского муниципального образования. Находится примерно в 46 км к северо-востоку от районного центра.

## Население
По данным Всероссийской переписи, в 2010 году в деревне проживало 96 человек (48 мужчин и 48 женщин).